# 圣洛朗莱班
圣洛朗莱班（法語：Saint-Laurent-les-Bains，法語發音：[sɛ̃ lɔʁɑ̃ le bɛ̃]）是法国阿尔代什省的一个旧市镇，属于拉让蒂耶尔区。2019年1月1日，圣洛朗莱班与市镇拉瓦勒多雷勒合并为新市镇圣洛朗莱班-拉瓦勒多雷勒，圣洛朗莱班为新市镇行政中心。

## 地理
圣洛朗莱班（44°36'23"N, 3°58'11"E）面积26.76 平方千米，位于法国奥弗涅-罗讷-阿尔卑斯大区阿尔代什省，该省份为法国东南部内陆省份，北起顺时针与卢瓦尔省、伊泽尔省、德龙省、沃克吕兹省、加尔省、洛泽尔省和上盧瓦爾省接壤。
与圣洛朗莱班接壤的市镇（或旧市镇、城区）包括：博尔讷、拉瓦勒多雷勒、拉韦吕讷、蒙塞尔格、圣艾蒂安-德吕格达雷斯、皮洛朗堡、普雷旺谢尔。
圣洛朗莱班的时区为UTC+01:00、UTC+02:00（夏令时）。

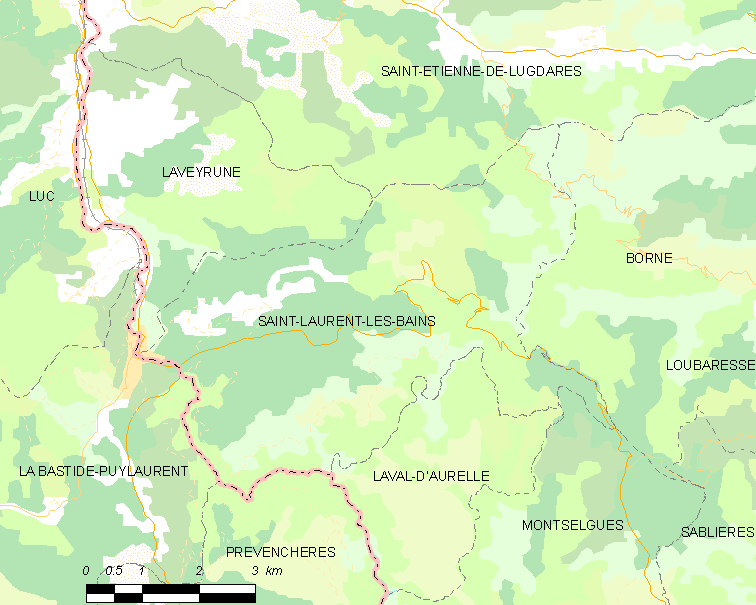
圣洛朗莱班的OSM定位图

## 行政
圣洛朗莱班的邮政编码为07590，INSEE市镇编码为07262。

## 政治
圣洛朗莱班所属的省级选区为上阿尔代什县。

## 人口

1962-2008年间圣洛朗莱班人口变化图示

圣洛朗莱班于2018年1月1日时的人口数量为138人。